# Bösendorfer

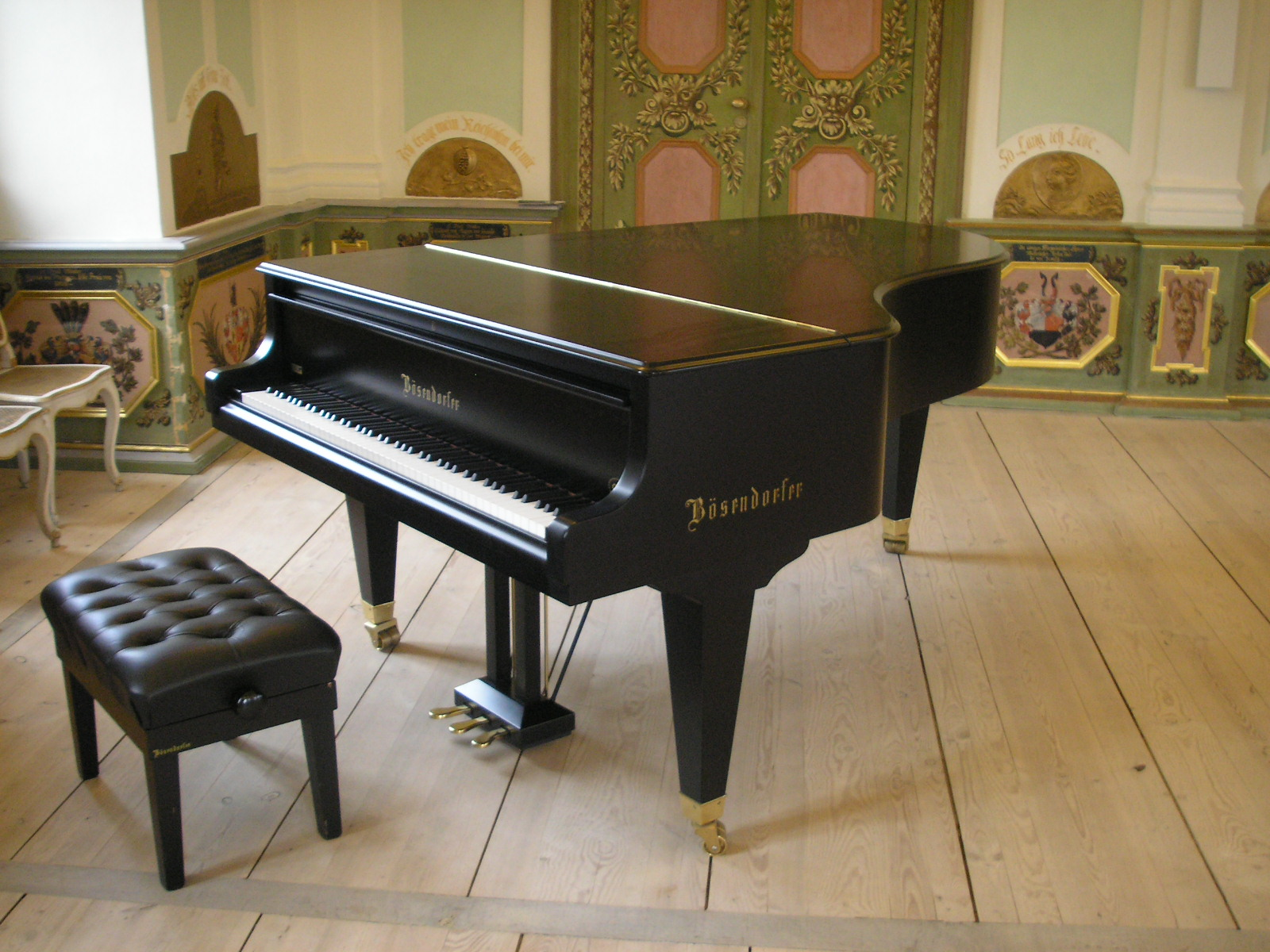
Фортепіано Безендорфер

Безендорфер (нім. L. Bösendorfer Klavierfabrik GmbH) — одна з найстаріших австрійських фірм, що виробляє фортепіано. Заснована в 1828 Ігнатієм Безендорфером. Інструменти марки Безендорфер вважаються одними з найкращих у своєму класі, разом із роялями Steinway & Sons та Yamaha.
Фірма виробляє не тільки стандартні 88-клавішні інструменти, але також роялі з 92 і 97 клавішами. Безендорфер виробляє різні типи роялів — від 170 до 290 см в довжину. 290-сантиметровий «Grand Imperial» є одним з найбільших роялів у світі. Інструменти Безендорфер мають ряд конструктивних особливостей, які забезпечують їх неповторне звучання.
З 1830 — офіційний постачальник інструментів до двору імператора Австрії. В 1909 фірма була продана Карлу Хутерштрассеру. В 1966 році стала підрозділом Kimball Pianos. У 2001 році фірма була куплена австрійською банківською групою BAWAG PSK. У січні 2008 року фірма L. Bösendorfer Klavierfabrik GmbH була поглинена концерном-конкурентом Yamaha, у зв'язку з чим подальше її існування опинилося під питанням.